# Funäsdalsberget
Funäsdalsberget er et bjerg ved byområdet Funäsdalen i Härjedalen. Ved bjergets slutning findes et skianlæg, som indgår i Funäsfjällen.